# Johann-Christoph Ottow
Johann-Christoph Ottow (* 24. Dezember 1922 in Greifswald; † 29. August 2012 in Niederpöcking) war ein in München tätiger deutscher Architekt und Hochschullehrer.

## Leben
Ottow nahm 1941 sein Architekturstudium an der Technischen Hochschule München auf, wurde jedoch im gleichen Jahr zum Wehrdienst eingezogen, so dass er sein Studium erst 1945 weiterführen konnte. Er zählt zu den Gründern der am 16. Dezember 1948 gegründeten deutsch-baltischen Corporation Fraternitas Dorpatensis zu München. Nach seinem Abschluss 1949 arbeitete er als freier Architekt in München, u. a. im Büro von Helmut von Werz, dessen Partner er 1952 wurde. Gemeinsam mit Helmut von Werz baute er zahlreiche Siedlungen, Schulen, Kirchen, Bürohäuser und Krankenhäuser. 1969 bekam er den Förderpreis für Architektur der Landeshauptstadt München.
Ottow wurde 1973 an die Fakultät für Architektur der Technischen Universität München auf den Lehrstuhl für Einführung in das Entwerfen (später: Grundlagen des Entwerfens und Krankenhausbau) berufen. Von 1980 bis 1982 war er Dekan der Fakultät für Architektur der Hochschule und trat nach seiner Emeritierung 1989 wieder in die Bürogemeinschaft mit von Helmut von Werz, Erhard Bachmann und Michel Marx ein. Das Architekturbüro wird bis heute weitergeführt und trägt inzwischen den Namen Brechensbauer Weinhart + Partner Architekten mbB. 

## Werk

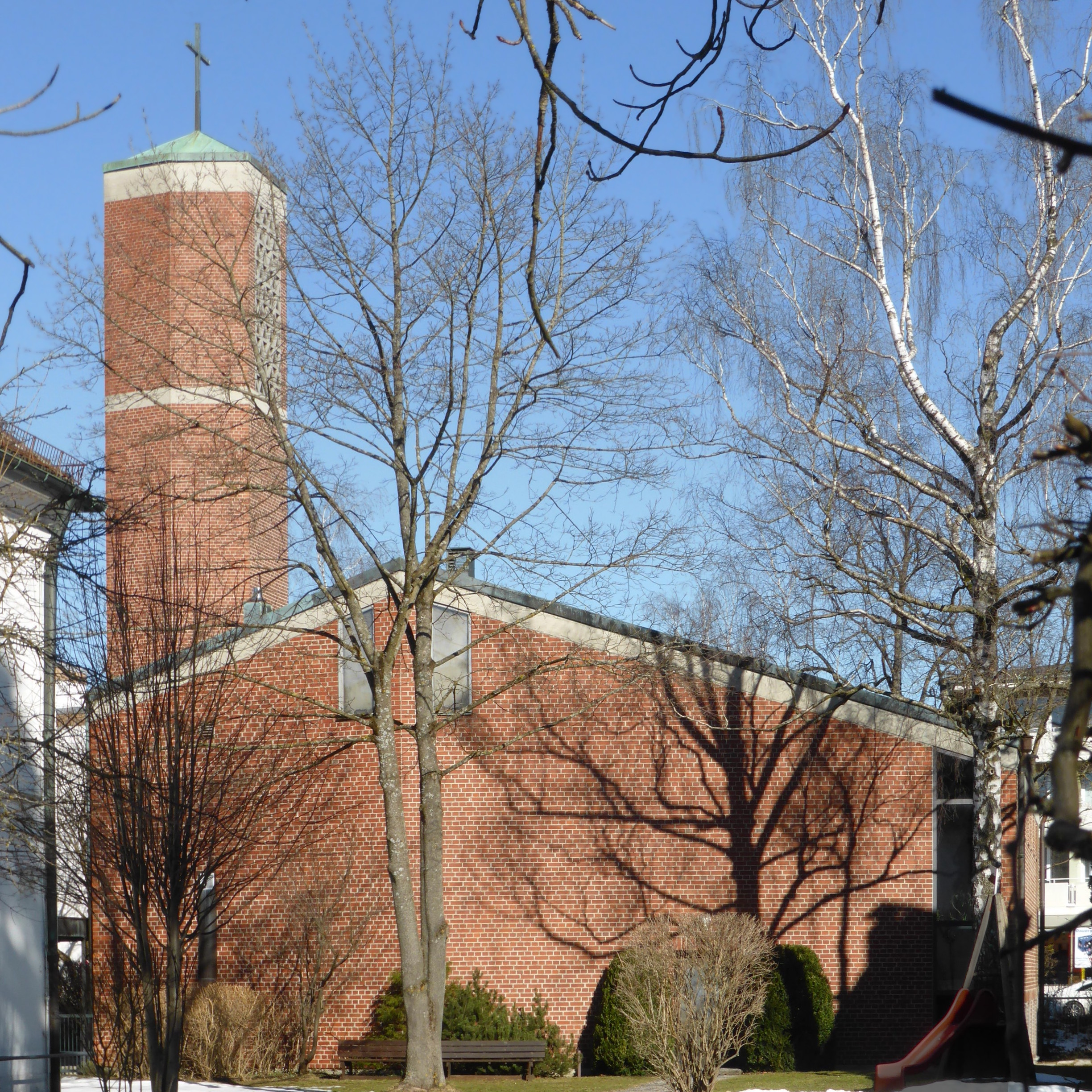
Offenbarungskirche

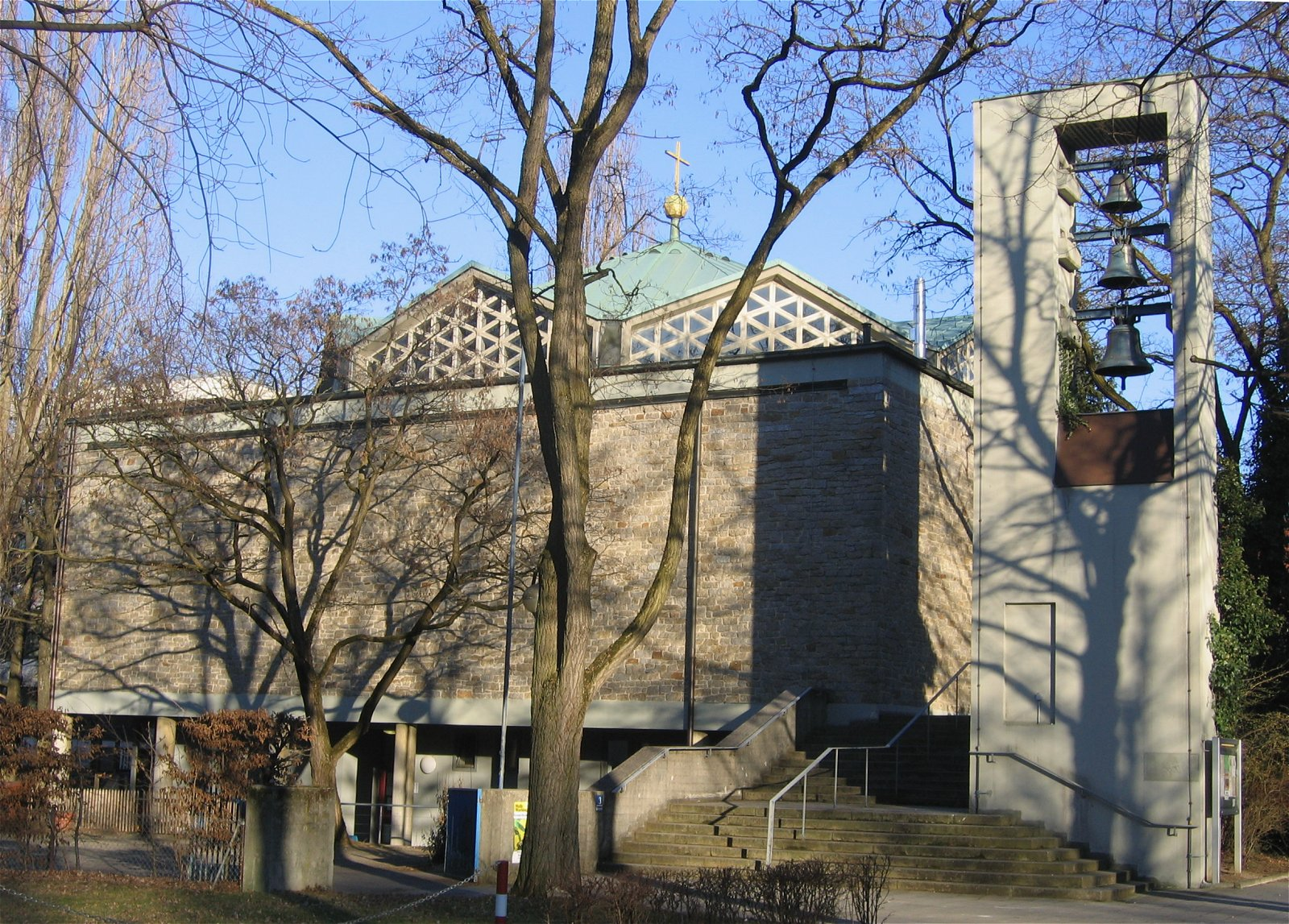
Nazarethkirche

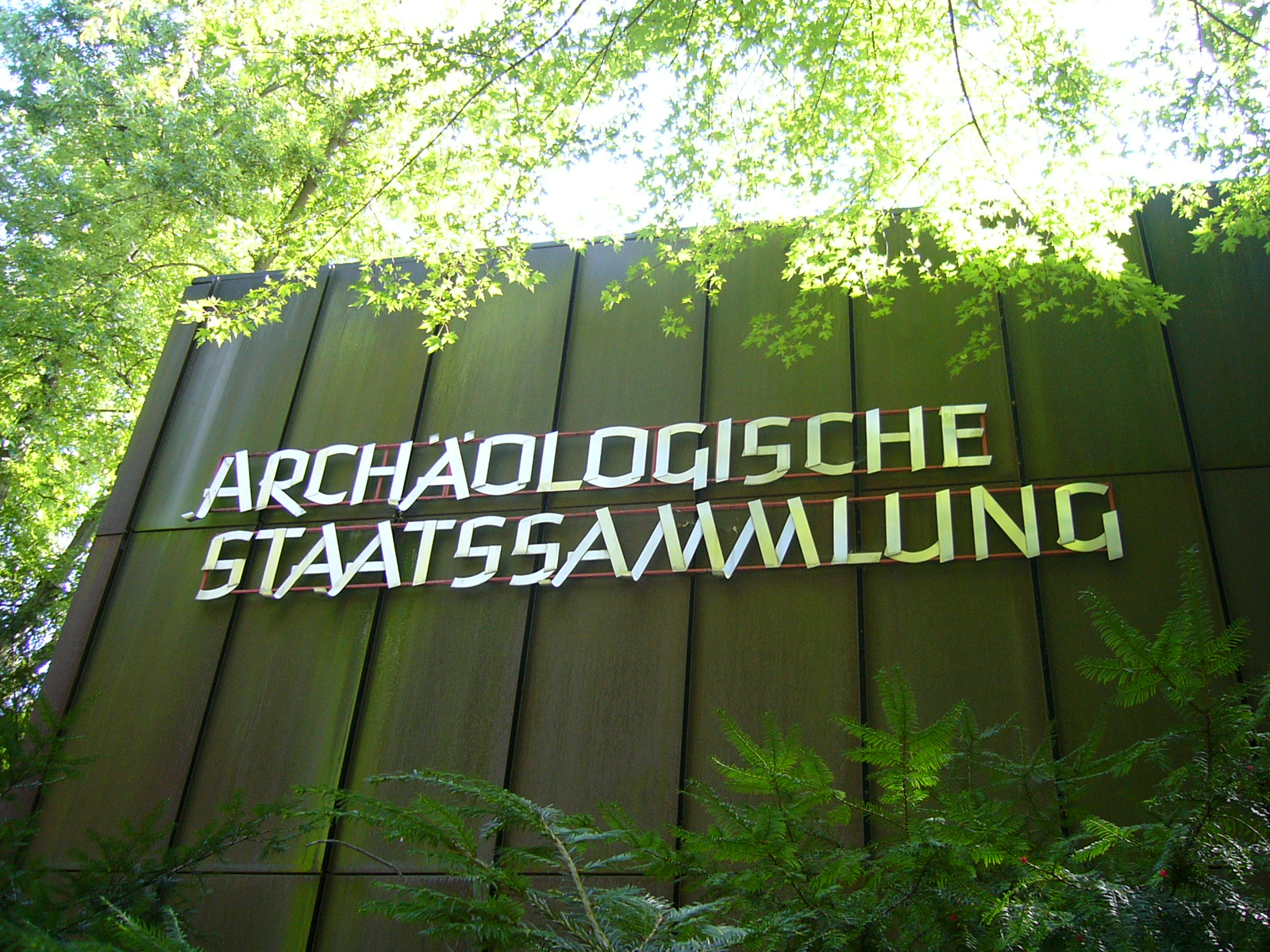
Archäologische Staatssammlung

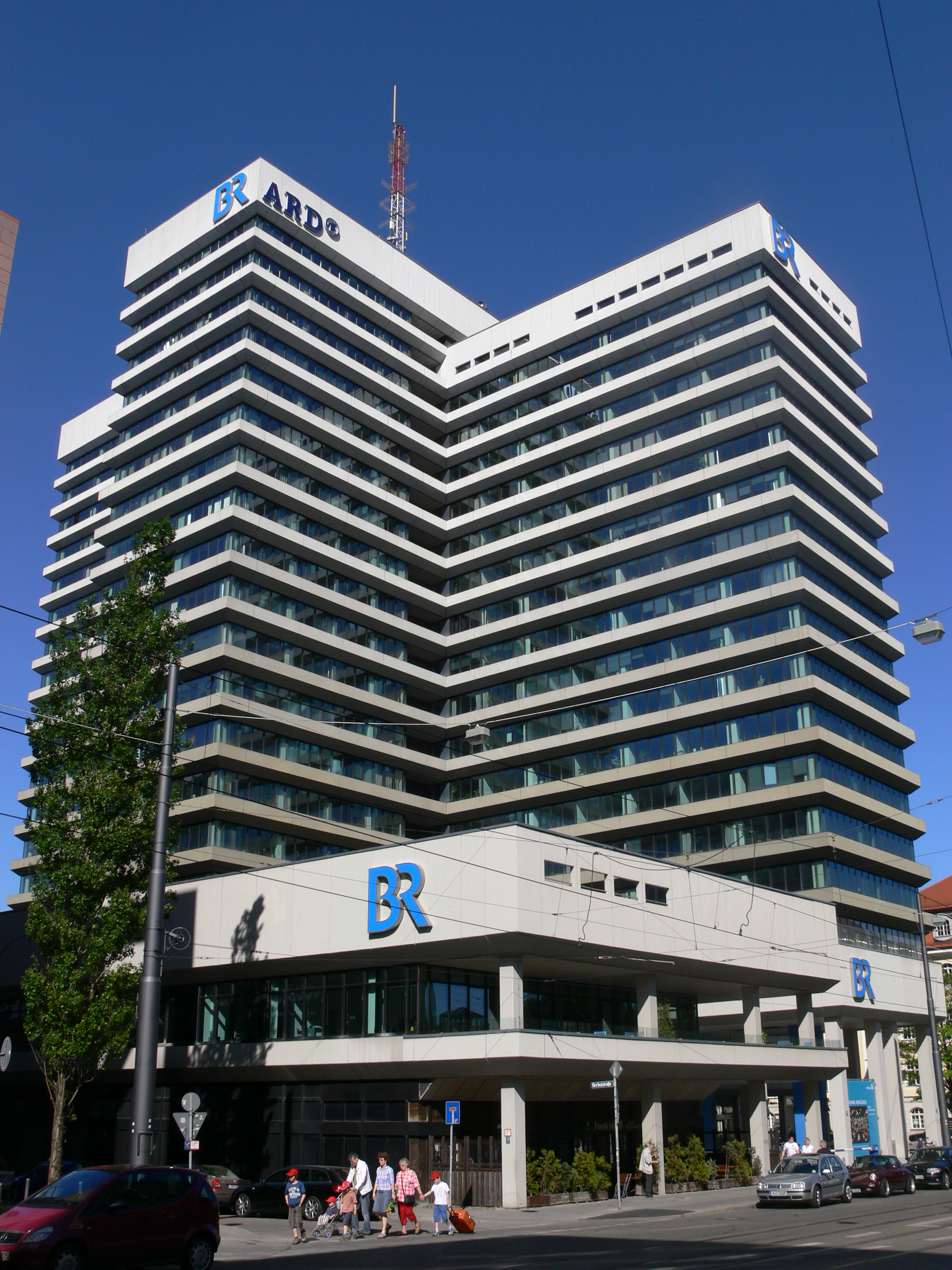
Hochhaus des Bayerischen Rundfunks

### Bauten (Auswahl)
- 1953–1955: Neubau der St.-Anna-Grundschule in München (zusammen mit Helmut von Werz)
- 1954: Evang.-Lutherische Pauluskirche in Traunreut (zusammen mit Helmut von Werz)
- 1955–1957: Südbau des Klinikums rechts der Isar in München (zusammen mit Helmut von Werz)
- 1957–1960: Sonnenblock in München (zusammen mit Helmut von Werz)
- 1959: Struktur- und Bebauungsplanung für das Münchener Stadterweiterungsgebiet Hasenbergl (zusammen mit Ernst Maria Lang, Helmut von Werz und Vocke)
- 1960: evangelische Heilig-Geist-Kirche in Ebersberg
- 1960–1961: Offenbarungskirche in München
- 1962: Struktur- und Bebauungsplanung für das Münchener Stadterweiterungsgebiet Lerchenauer See (zusammen mit Adolf Schnierle und Helmut von Werz)
- 1962: evangelische Nazarethkirche in München-Bogenhausen
- 1962: evangelische Evangeliumskirche in München
- 1963: Struktur- und Bebauungsplanung für das Münchener Stadterweiterungsgebiet „Westkreuz“ in Aubing-Ost (zusammen mit Helmut von Werz)
- 1965–1969: Verwaltungsgebäude der Concordia Feuerversicherung in München (zusammen mit Helmut von Werz und Michel Marx)
- 1967–1973: Kopfkliniken der Universität Würzburg
- 1970: Wohnhochhaus „Ramses“ in Aubing
- 1972–1974: Sparkassenzentrale in Würzburg (zusammen mit Helmut von Werz, Michel Marx und Erhard Bachmann)
- 1972–1975: Museumsbau für die Archäologische Staatssammlung in München (zusammen mit Helmut von Werz, Michel Marx und Erhard Bachmann)
- 1974–1976: Hochhaus des Bayerischen Rundfunks in München (zusammen mit Helmut von Werz, Michel Marx und Erhard Bachmann)
- 1974–1991: Mehrere Bauten des Rudolf-Virchow-Krankenhauses in Berlin-Wedding (von Werz, Ottow, Bachmann, Marx und Partner)
- 1977–1979: Aufstockung des Riemerschmidbaus des Bayerischen Rundfunks in München
- 1985: Corneliuskirche (Neubiberg) (zusammen mit Helmut von Werz, Michel Marx und Erhard Bachmann)
- 1990–1997: Versorgungszentrale des Klinikums rechts der Isar in München (zusammen mit Helmut von Werz, Michel Marx und Erhard Bachmann)
- Häuser Buschingstraße 3–39 in der Siedlung Parkstadt Bogenhausen in München (zusammen mit Helmut von Werz)

### Schriften
- Optimierung im Hochschulbau, Wissenschaft und Wirtschaft. Essen 1970.
- Entwerfen im Vergleich, I. Methode und Prozess, II. Leitbilder und Architekturtendenzen. In: Deutsche Bauzeitung 1990, Heft 4 und 5.
- Planungsdaten für die Krankenhaussanierung. In: Das Krankenhaus 1990, Heft 4, 5 und 9.